# Брестов (район Гуменне)
Брестов (словац. Brestov) — село и одноимённая община в районе Гуменне Прешовского края Словакии. Расположен в восточной части Словакии в южной части Низких Бескидов в долине Глбокого потока, который втекает в Восточно—Словацкой низменности.

## История
Древнее лемковское село. Впервые упоминается в 1567 году.
В селе есть римо-католический костел с 1928 года.

## Население
| Год:                | 1994 | 2004    | 2014    | 2024    |
| ------------------- | ---- | ------- | ------- | ------- |
| Количество человек: | 501  | 546     | 599     | 569     |
| Разница:            |      | +8,98 % | +9,70 % | −5,00 % |

Национальный состав населения (по данным последней переписи населения 2001 года):
- словаки — 97,05 %
- украинцы — 0,92 %
- русины — 0,55 %
- чехи — 0,18 %

Состав населения по принадлежности к религии состоянию на 2001 год:
- римо-католики — 89,50 %
- греко-католики — 6,45 %
- православные — 0,37 %
- протестанты — 0,18 %
- не считают себя верующими или не принадлежат к одной вышеупомянутой конфессии — 3,50 %